# Определение телефонного номера
Определе́ние но́мера — процесс в рамках телефонного вызова, проходящий при помощи оборудования АТС, или услуга, которой может воспользоваться абонент телефонной сети для определения номера звонящего или номера абонента, принявшего вызов. Также возможно определение номера при прослушивании телефонной линии.

## Услуга оператора
При наличии у оператора сотовой или общественной телефонной сети подобной услуги абоненту на стационарный или мобильный телефон поставляется информация о номере звонящего (в некоторых случаях в зависимости от наличия у того услуги «Антиопределитель номера»).

## Технология определения номера на территории постсоветских стран
Электронное устройство, выполняющее функции телефона, при входящем звонке «снимает трубку» и считывает служебные сигналы телефонной станции, предоставляя эту информацию абоненту.

## Технология определения номера на территории США
Определение номера в проводных телефонных сетях на территории США зачастую производится за счёт отслеживания телефонного сигнала от одного телефонного узла к другому.